# 블레이크 트라이넨
블레이크 M. 트라이넨(Blake M. Treinen, 영어 발음: /ˈtraɪnɛn/, 1988년 6월 30일 ~ )는 미국의 야구 선수로 메이저 리그 베이스볼에 소속되어 있는 로스앤젤레스 다저스의 투수이다. 그는 베이커 와일드캐츠와 사우스다코다 주립 잭래비츠 팀을 위하여 대학 야구를 활약하였다. 오클랜드 애슬레틱스는 211년 메이저 리그 베이스볼 드래프트의 7번째 라운드에서 트라이넨을 선발하였고, 그는 2014년 자신의 메이저 리그 데뷔를 이루었다. 그는 또한 애슬레틱스와 워싱턴 내셔널스를 위하여 메이저 리그에서 활약하기도 하였다. 트라이넨은 2018년 올스타였고, 다저스가 탬파베이 레이스에 승리를 거두면서 2020년 월드 시리즈를 우승하였다.

## 아마추어 경력
캔자스주 위치토에서 태어난 트라이넨은 오시지시티에 있는 오시지시티 고등학교에서 수학하였다. 그는 신입생으로서 학교 야구 팀을 위하여 활약하였으나 자신이 당뇨병 전증을 일으키면서 자신의 2학년 해 동안 그만두었다. 그는 자신의 패스트볼이 한 시간에 79 마일 (127km/h)을 도달하면서 자신의 주니어 해에 팀으로 복귀하였다.
그는 베이커 대학교에 입학하여 2007년 국내 대학간 스포츠 협회에서 베이커 와일드캐츠를 위하여 대학 야구를 하였다. 그는 2008년 아칸소 대학교로 옮겼으나 그 야구 팀을 위하여 활약하지 않았다. 그는 국내 대학 스포츠 협회 (NCAA)에서 아칸소 레이저백스 야구 팀으로 단역을 맡으려고 시도하였으나 시험될 기회가 부인되었다.
크리스마스 휴가 동안 트라이넨은 은퇴한 마이너 리그 베이스볼 투수 돈 치즈에 의하여 이끌어진 야구 훈련 캠프에 참가하였다. 치즈는 사우스다코타 주립 잭래비츠 야구 팀의 총감독 리치 프라이스에게 트라이넨을 추천하였다. 트라이넨은 잭래비츠와 자신의 대학 야구 경력을 지속하러 사우스다코타 주립 대학교로 옮겼다. 그는 NCAA의 규칙들이 이적들에 있던 이유로 2009년 필드의 밖에 안아있어야 했다. 그때까지 그는 잭래비츠를 위하여 투구할 수 있었고, 그의 패스트복은 한 시간에 87에서 88 마일 (140 ~ 142km/h)에 평균하였다. 마이애미 말린스는 2010년 메이저 리그 베이스볼 드래프트의 23번째 라운드에서 트라이넨을 선발하였다. 트라이넨이 기꺼이 계약을 맺으로겨 했어도 자기공명영상이 어깨의 염증을 드러내어 말린스는 제공을 철회하였다.
2011년 자신의 시니어 해에 트라이넨은 7 승 3 패의 기록과 3.00 평균자책점을 가졌다. 시즌 동안 그의 패스트볼은 한 시간에 97 마일 (156km/h)을 도달하였다.

## 프로 경력

### 오클랜드 애슬레틱스 (2011 ~ 12)
오클랜드 애슬레틱스는 2011년 메이저 리그 베이스볼 드래프트의 7번째 라운드에서 트라이넨을 선발하였다. 그는 오클랜드와 계약을 맺어 5만 2천 달러의 사이닝 보너스를 받았다. 클래스 A 진출의 캘리포니아 리그의 스탁턴 포츠를 위하여 투구흘 한 트라이넨은 투구한 24개의 경기 (그 중에 15개는 출발 경기)에서 자신이 4.37 평균자책점을 가져 "수준 이하"와 "2류"로 불렀던 시즌을 가졌다.

### 워싱턴 내셔널스 (2012 ~ 17)
2013년 시즌 전에 애슬레틱스는 워싱턴 내셔널스가 또한 A. J. 콜과 이언 크롤을 받고, 애슬레틱스가 존 제이소우를 맏고 시애틀 매리너스가 마이클 모스를 받은 3 팀의 거래에 트라이넨을 내셔널스로 이적시켰다. 클래스 AA 이스턴 리그의 해리스버그 세네터스와 함께 트라이넨은 2013년 시즌 동안 3.64의 평균자책점을 가졌다.

#### 메이저 리그
내셔널스는 2014년에 열린 스프링 트레이닝으로 트라이넨을 초청하여 그는 내셔널스의 코치들에게 인상을 주었다. 그는 클래스 AAA 인터내셔널 리그의 시러큐스 치프스와 함께 시즌을 시작하였고, 4월 12일 메이저 리그로 승진되었다. 그는 6월 29일 자신의 첫 경력 우승을 얻었으며 시카고 컵스를 상대로 7 대 2의 우승에서 시작을 이루어 제프 서마저와 결투하였다. 2014년 워싱턴 내셔널스 시즌 동안 트라이넨은 자신의 패스트볼이 한 시간에 98 마일 (158km/h) 만큼 높이 달하면서 출발 투수와 불펜에서 둘다로서 나타났다. 내셔널스와 치프스 사이에 시즌을 갈라놓은 트라이넨은 15개의 메이저 리그 경기에서 2.49와 16개의 마이너 리그에서 3.35의 평균자책점을 가졌다.
2015년 시즌을 위하여 트라이넨은 맥스 슈어저의 오프 시즌 획득이 혼잡한 회전 광경을 창조하면서 내셔널스 불펜에서 한해를 시작하여 자신의 베테랑 구원 투수에게 부상들과 다룬 감독 맷 윌리엄스는 트라이넨을 4월 초순에 높은 효력, 경기 후반의 상황에 끼어넣어 경우적으로 최종 투수 드루 스토런을 위하여 세웠다. 그는 또한 시즌의 전반기 동안 자신의 메이저 리그 경력에서 처음으로 자신의 싱커와 함께 한 시간에 100 마일 (160km/h)에 도달하기도 하였다.
트라이넨은 한해의 거의를 위하여 내셔널스와 남아있었고 시즌을 위하여 65개의 스트라이크아웃과 함께 2 승 5 패의 기록과 함께 3.86의 평균자책점을 매겼다. 그는 시즌의 전반기를 위한 지배력과 함께 분투한 후 6월 20일 시러큐스로 도로 선택되었다. 다음 달에 재소집된 것에 트라이넨은 워싱턴 포스트에게 자신의 접근에 일하는 데 자신을 허용한 것에 아래로 보내진 것은 "아마 일어날 수 있었던 최고의 일이었다"는 것을 말하였다. 하지만 시즌으로 늦게까지 트라이넨은 왼손잡이 타자들을 은퇴시키는 데 분투한 것으로 저명하였고, 최후적으로 10월 4일 결국적인 월드 시리즈 준우승으로 1 대 0의 패배에서 왼손잡이 타자 뉴욕 메츠의 외야수 커티스 그랜더슨에 의한 솔로 홈런에 내셔널스의 시즌의 최종 득점을 내주었다.
내셔널스의 2016년 시즌에서 트라이넨은 그해에 2.28의 평균자책점을 매기고, 왼손 잡이 타구를 상대로 소대 분할 범위를 좁혔다. 매덕스가 시즌의 과정에 트라이넨의 진보를 "강아지에서 불독"으로 묘사한 동안 자신의 교묘를 향상시키는 도움을 준 것으로 트라이넨은 베테랑 동료 선수 맷 벨라이슬과 내셔널스의 새 투수 코치 마이크 매덕스에게 공로를 돌렸다. 트라이넨은 시즌에 65.9%를 포함과 함께 유발된 땅볼에서 내셔널 리그를 이끌었고, 물려받은 주자들이 좌초되고 다른 작시법 중에 부드러운 접촉이 창조된 것에 높이 랭킹에 들었다. 다른 내셔널스의 투수가 1명 혹은 그 이상의 주자들을 허용했을 때 상황들에 자주 이용되었고, 더스티 베이커 감독은 자신의 높은 90년대 싱커와 함께 뛰어난 역할인 더블 플레이볼을 추구하고 있었다. 그는 전체의 해를 위하여 내셔널스와 남아있었고 로스앤젤레스 다저스를 상대로 내셔널 리그 디비전 시리즈의 2번째의 경기에서 우승하고, 4번째 경기에서 패배를 가져가면서 인정을 받았다.
자유 계약으로 마크 멜란콘의 이탈과 함께 새녀널스는 2017년 시즌을 위하여 트라이넨을 그들의 최종 투수로 임명하였다. 오프닝 데이에 트라이넨은 경기를 끝내는 데 2개의 스트라이크아웃과 함께 마이애미 말린스를 상대로 9번째의 정상에서 완벽한 이닝을 투구하여 자신 경력의 두번째 세이브를 얻었다. 그는 이어진 날에 같은 팀을 상대로 세이브를 강타하기 전에 말린스를 상대로 4월 5일 시즌의 자신의 두번째 세이브를 얻게 한 동안 매긴 득점을 내주었다. 자신이 7.11의 평균자책점을 매겼던 최종 투수로서 겨우 몇주 후에 트라이넨은 숀 켈리, 그리고 후에 코다 글로버의 호의에 역할로부터 제거되었다.
6월 트라이넨의 자신을 상대로 BABIP는 점차 자신의 경력 표준을 향하여 되돌아갔다. 그러나 켈리와 글로버가 둘다 장애자 명단에 놓이고, 동료 세트업 선수들 에니 로메로와 맷 앨버스가 활약할 수 없고, 임시 대행 감독 크리스 스파이어가 6월 29일 시카고 컵스를 상대로 4 대 2 경기의 9번째 이닝을 끝내는 데 구원 투수의 필요함에 있으면서 트라이넨은 최종 투수의 직위로부터 떨어진 이래 자신의 첫 세이브 기회를 위하여 요구되었다. 그는 컵스가 5 대 4로 우승하는 데 돌아오면서 강타된 세이브를 위하여 3개의 매겨진 득점을 내주었다.

### 애슬레틱스와 두번째 병역 (2017 ~ 19)
2017년 7월 16일 내셔널스는 션 둘리틀과 라이언 매드슨을 위하여 쉘든 뉴스와 헤수스 루자르도와 더불어 트라이넨을 애슬레틱스로 도로 이적시켰다. 이적 당시 그는 5.73의 평균자책점과 37개의 출연에 전환된 세이브 기회들에 5개 중 3개의 아웃과 함께 0 승 2 패였다. 9월 초순에 트라이넨은 연속해서 3개의 패배를 가져가 4번째 커브에 있었으며 애슬레틱스는 9 대 8로 휴스턴 애스트로스의 볼넷으로 9번째의 말기에 2개의 득점을 위하여 다시 집합하였고 트라이넨은 대신 우승을 거두었다. 트라이넨은 자신의 첫 4개 중 3개를 강타한 후 커브에서 자신의 마지막 12개의 기회들을 포함하여 2017년 애슬레틱스와 함께 13개의 세이브를 기록하였다.
2018년의 전반기에서 트라이넨은 0.79 평균자책점과 23개의 세이브와 함께 5 승 1 패의 기록을 가졌다. 그는 올스타로 임명되었다. 그는 9 승 2 패의 기록, 38개의 세이브 (아메리칸 리그에서 3위)와 0.78의 평균자책점과 함께 시즌을 끝냈다.
트라이넨과 애슬레틱스는 2019년 시즌 전에 급여 중재에 들어갔고, 트라이넨이 이겨 시즌을 위한 6.4백만 달러의 봉급을 벌었다.
6월 21일 트라이넨은 자신이 아웃을 기록하지 않고 3개의 득점을 내준 탬파베이 레이스를 상대로 출연 후 자신의 오른쪽 어깨의 쓰라림과 함께 10일간 부상자 명단에 놓였다. 그는 리암 헨드릭스에게 최종 투수의 역할을 양도한 후 7월 3일 활동적이었다.
2019년 그는 자신이 58.2 이닝에서 59명의 타자들을 스트라이크아웃 시키면서 16개의 세이브와 4.91의 평균자책점과 함께 57개의 구원 출연에서 6 승 5 패였다. 12월 2일 트라이넨은 애슬레틱스에 의하여 감독되지 않았고 자유 계약 선수가 되었다.

### 로스앤젤레스 다저스 (2020 ~ 현재)
2019년 12월 15일 트라이넨은 로스앤젤레스 다저스와 함께 1년, 1천만 달러 계약을 맺었다. 2020년 시즌의 시작은 코로나19 범유행에 의하여 7월 후순으로 연기되었으나 트라이넨은 하나의 세이브와 3.86의 평균자책점과 함께 다저스와 함께 27개의 경기 (내셔널 리그에서 3위)에 나왔다. 포스트시즌에 그는 와일드 카드 시리즈에서 하나, 내셔널 리그 디비전 시리즈에서 2와 3분의 1, 내셔널 리그 챔피언십 시리즈에서 5와 3분의 1, 그리고 2020년 월드 시리즈에서 2와 3분의 2 이닝을 투구하여 월드 시리즈의 5번째 경기에서 총 6개의 득점을 허용하고 하나의 세이브를 받았다. 시즌 후에 다저스는 트라이넨을 3번째 해를 위한 팀의 선택을 포함한 2년, 1천 7백만 달러를 계약하였다.